# اصول آنالیز حقیقی
اصول آنالیز حقیقی کتابی از ربرت جی بارتل با ترجمهٔ جعفر زعفرانی است که در سال ۱۳۶۶ منتشر و در مراسم کتاب سال جمهوری اسلامی ایران به‌عنوان کتاب برگزیده معرفی شد.